# نهر حميد (نصار)
نهر حميد (بالفارسية: نهرحمید) هي قرية تقع في إيران في قسم نصار الريفي. يقدر عدد سكانها بـ 194 نسمة .